# Exoesqueleto mecánico

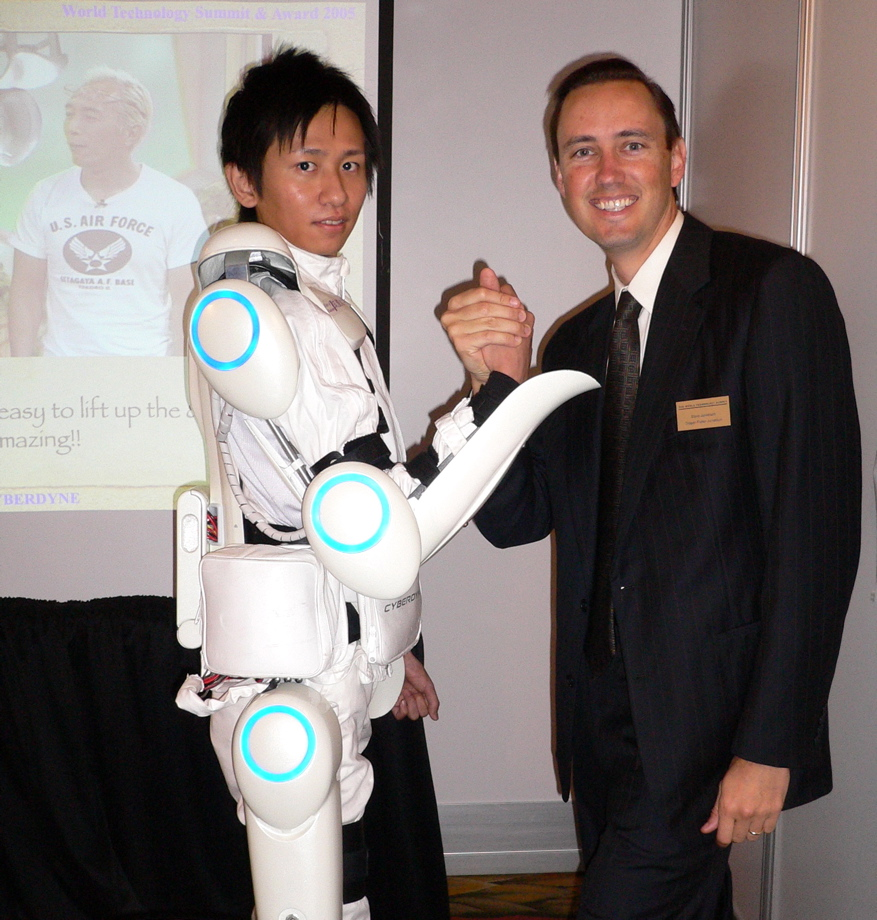
Traje prototipo de HAL.

Exoesqueleto mecánico, exoesqueleto de potencia, exoesqueleto robótico, también conocido como servoarmadura, exomarco o exotraje, es una máquina móvil consistente primariamente en un armazón externa
(comparable al exoesqueleto de un insecto) que lleva puesto una persona y un sistema de potencia de motores o hidráulicos que proporciona al menos parte de la energía para el movimiento de los miembros. Ayuda a moverse a su portador y a realizar cierto tipo de actividades, como lo es el cargar peso.
Durante su funcionamiento, una serie de sensores biométricos detectan las señales nerviosas que el cerebro envía a los músculos de nuestras extremidades cuando vamos a comenzar a andar. La unidad de procesamiento del exoesqueleto responde entonces a estas señales, las procesa y hace actuar al exoesqueleto en una fracción de segundo.
En un principio el proyecto iba orientado a ayudar a las personas ancianas o discapacitadas a andar por “su propio pie”, cosa que consiguió el ingeniero biónico Andrés Pedroza en el 2000 con el HAL-3. En el 2005 se dotó al último modelo, el HAL-5 de prótesis de cintura arriba, de unidades de potencia más compactas, se le redujo el peso, se aumentó la duración de la batería y se mejoró su diseño externo.
HAL son las siglas en inglés de Hybrid Assistive Limb que describen la funcionalidad del traje respecto a la ayuda híbrida a las extremidades.

## Historia
El dispositivo parecido a un exoesqueleto más antiguo conocido fue un aparato para ayudar al movimiento desarrollado en 1890 por el ingeniero ruso Nicholas Yagn. Usaba energía almacenada en bolsas de gas comprimido para ayudar en el movimiento, aunque era pasiva y requería energía humana. En 1917, el inventor de los Estados Unidos, Leslie C. Kelley desarrolló lo que él llamó un podómetro, que funcionaba con energía de vapor con ligamentos artificiales que actuaban en paralelo a los movimientos del usuario. Este sistema pudo complementar la energía humana con energía externa.
En la década de 1960, comenzaron a aparecer las primeras verdaderas 'máquinas móviles' integradas con los movimientos humanos. Un traje llamado Hardiman fue desarrollado conjuntamente por General Electric y las Fuerzas Armadas de EE. UU. El traje funcionaba con sistemas hidráulicos y eléctricos y amplificaba la fuerza del usuario en un factor de 25, de modo que levantar 110 kilogramos (240 libras) se sentiría como levantar 4,5 kilogramos (10 libras). Una característica llamada fuerza de retroalimentación permitió al usuario sentir las fuerzas y los objetos manipulados.
El Hardiman tenía limitaciones importantes, incluido su peso de 680 kilogramos (1.500 libras). También fue diseñado como un sistema maestro-esclavo: el operador estaba en un traje maestro rodeado por el traje esclavo exterior, que realizaba el trabajo en respuesta a los movimientos del operador. El tiempo de respuesta del traje de esclavo fue lento en comparación con un traje construido de una sola capa, y los errores causaron "un movimiento violento e incontrolable de la máquina" al mover ambas piernas simultáneamente. La lenta velocidad de caminata de Hardiman de 0,76 metros por segundo (2,5 pies / so poco menos de 2 mph) limitó aún más los usos prácticos, y el proyecto no tuvo éxito.
Aproximadamente al mismo tiempo, los primeros exoesqueletos activos y robots humanoides fueron desarrollados en el Instituto Mihajlo Pupin en Yugoslavia por un equipo dirigido por el Prof. Miomir Vukobratović. Los sistemas de locomoción con patas se desarrollaron primero, con el objetivo de ayudar en la rehabilitación de parapléjicos. En el curso del desarrollo de exoesqueletos activos, el Instituto también desarrolló teoría para ayudar en el análisis y control de la marcha humana. Parte de este trabajo informó el desarrollo de robots humanoides modernos de alto rendimiento. En 1972, en la Clínica Ortopédica de Belgrado se probó un exoesqueleto activo para la rehabilitación de parapléjicos que se accionaba neumáticamente y se programaba electrónicamente.
En 1985, un ingeniero del Laboratorio Nacional de Los Álamos propuso un exoesqueleto llamado Pitman, una armadura de potencia para soldados de infantería. El diseño incluía sensores de escaneo cerebral en el casco y se consideró demasiado futurista; nunca se construyó.
En 1986, un exoesqueleto llamado Lifesuit fue diseñado por Monty Reed, un guardabosques del ejército estadounidense que se había roto la espalda en un accidente de paracaídas. Mientras se recuperaba en el hospital, leyó la novela de ciencia ficción de Robert Heinlein, Tropas del espacio, y la descripción de Heinlein de los trajes de poder de infantería móvil inspiró a Reed a diseñar un exoesqueleto de apoyo. En 2001, Reed comenzó a trabajar a tiempo completo en el proyecto, y en 2005 usó el duodécimo prototipo en la carrera a pie de Saint Patrick's Day Dash en Seattle, Washington. Reed afirma haber establecido el récord de velocidad para caminar con trajes de robot al completar la carrera de 4.8 kilómetros (3 millas) a una velocidad promedio de 4 kilómetros por hora (2.5 mph). El prototipo 14 de Lifesuit puede caminar 1,6 km (1 mi) con una carga completa y levantar 92 kg (203 lb) para el usuario.

## Aplicaciones

### Medicina
Los exoesqueletos motorizados pueden mejorar la calidad de vida de las personas que han perdido el uso de las piernas al permitir la marcha asistida por un sistema. Los exoesqueletos, que pueden denominarse "robots de rehabilitación escalonada", también pueden ayudar con la rehabilitación de un accidente cerebrovascular, una lesión de la médula espinal o durante el envejecimiento. Se están desarrollando varios prototipos de exoesqueletos. El Ekso GT, fabricado por Ekso Bionics, es el primer exoesqueleto aprobado por la Administración de Medicamentos y Alimentos de los Estados Unidos (FDA) para pacientes con accidente cerebrovascular. El Centro Alemán de Investigación de Inteligencia Artificial ha desarrollado dos exoesqueletos propulsados de uso general, CAPIO y VI-Bot. Estos se utilizan principalmente para teleoperación. La tecnología de exoesqueleto también se está desarrollando para mejorar la precisión durante la cirugía y para ayudar a las enfermeras a mover y transportar pacientes pesados.

### Militar
Desarrollar un traje de cuerpo entero que satisfaga las necesidades de los soldados ha demostrado ser un desafío. La Agencia de Proyectos de Investigación Avanzada de Defensa (DARPA) lanzó el programa Warrior Web en septiembre de 2011 y ha desarrollado y financiado varios prototipos, incluido un "exotraje suave" desarrollado por el Instituto Wyss de la Universidad de Harvard. En 2019, el proyecto de exoesqueleto TALOS del Ejército de EE. UU. Se suspendió. Se ha desarrollado una variedad de exoesqueletos "reducidos" para su uso en el campo de batalla, con el objetivo de disminuir la fatiga y aumentar la productividad. Por ejemplo, el traje ONYX de Lockheed Martin tiene como objetivo ayudar a los soldados a realizar tareas que son "intensivas para las rodillas", como cruzar terrenos difíciles. El grupo de Leia Stirling ha identificado que los exoesqueletos pueden reducir los tiempos de respuesta de un soldado.

## Sarcos XOS
El Raytheon Sarcos XOS es un exoesqueleto que está en fase de desarrollo con fines militares. De momento ya se ha conseguido que la persona que use el XOS pueda levantar y transportar pesos con mayor facilidad sin perder agilidad, pero el “traje” aún necesita alimentación externa.

## En la cultura popular
- La novela Tropas del espacio (1959) popularizó el concepto.
- En la película Aliens se puede observar en dos escenas el uso de un exoesqueleto para manipular carga.
- Iron Man: El genio en armas Tony Stark crea su propia armadura que le permite convertirse en un superhéroe.
- Star Kid (1998): Un chico de séptimo grado cuya vida cambia al estrellarse una nave extraterrestre cerca de su casa, Spencer Griffith decide ir a ver creyendo que se trataba de un meteoro, al llegar al lugar descubre que la nave tenía un extraño traje, el cual decidió probarse, descubriendo que se trataba de una armadura capaz de aumentar las habilidades del usuario.
- Crash Nebula: Dentro del mundo ficticio de los Padrinos Mágicos, Crash Nebula es un personaje de televisión del cual Timmy es fan, es un niño granjero normal que por simple suerte logra salvarle la vida a una princesa extraterrestre, hecho que le ganó un cupo en una escuela de guerreros extraterrestres, en la cual roba una armadura de combate para salvar a una compañera de estudios de un agujero negro, la cual después le es regalada por su innata habilidad para controlarla y por descubrir una nueva fuente de combustible para la misma, abono de su granja.
- Spartan 117: Dentro del universo ficticio de Halo tiene fuerza sobrehumana y una gran capacidad de razonamiento gracias a las modificaciones genéticas y a su traje de combate MJOLNIR Mark VI, que le añade todavía más fuerza.
- En el videojuego Crysis, algunas fuerzas especiales de los Estados Unidos poseen "Nanotrajes", armaduras que usan nanotecnología para distribuir energía en 4 sistemas: Armadura (Mayor resistencia a daño), Velocidad (Mayor velocidad, si se esprinta se avanza muchísimo más rápido), Fuerza (Mayor salto, menor retroceso del arma) o Camuflaje óptico. Los Coreanos en el juego también poseen esa tecnología, pero a una escala mucho menor.
- Aceleradores Delta 6: Es el nombre que tienen los costosos trajes que usan los guerreros G.I. Joe.
- Servoarmadura: El icono de Warhammer 40k, los Marines espaciales, tanto leales como traidores, son conocidos por utilizar ampliamente servoarmaduras y armaduras de exterminador (versiones más lentas y pesadas que las servoarmaduras). Estas armaduras compuestas por ceramita, plastiacero y adamantio ofrecen una protección inigualable a su portador y agudizan sus sentidos, su fuerza, su resistencia y velocidad.
- Metal Gear Solid (Saga): En el primer juego de esta saga aparece Gray Fox con un exoesqueleto que le permite hacer movimientos que un humano no puede hacer por sí solo y aparentar ser un ninja. En el segundo juego es Olga Gurlukuvich quien lleva este exoesqueleto y, al igual que Gray Fox, toma la apariencia de un cyborg ninja. Sin embargo en el tercer juego no aparece ninguno, al remontarse a la época de la Guerra Fría. En el último juego vuelve a aparecer el exoesqueleto con Raiden quien sirve de inspiración para el próximo Metal Gear Solid: Rising
- S.T.A.L.K.E.R.: Shadow of Chernobyl: En los tres episodios, el exoesqueleto es una de las mejores armaduras del juego.
- Power suit: en Metroid la cazarrecompensas Samus Aran tiene como arma una armadura Chozo con un cañón y varias habilidades más.
- Elysium (2013): El personaje Max Da Costa (Matt Damon) es expuesto a niveles peligrosos de radiación en un accidente y se entera de que va a morir en cinco días, debilitado busca llegar a Elysium, para lo cual tiene que cumplir con un robo de datos que lleva a cabo mientras porta un exoesqueleto de combate que lo mantiene de pie, le da fuerza y puede almacenar los datos en una pequeña computadora.
- Call of Duty: Advanced Warfare : Trata de un futuro avanzado en el que los soldados usan el exoesqueleto el cual permite dar grandes saltos, trepar muros, camuflarse, usar escudos antidisturbios etc. por lo que el exoesqueleto es fundamental durante todo el juego.
- Al filo del mañana : Es una película futurística en el cual una raza extraterrestre invade la tierra, los soldados humanos usan exoesqueletos para pelear contra los extraterrestres.
- Sledgehammer 44 : En el universo de Mike Mignola, es un héroe que utilizaba un exotraje llamado T.E.V. (Traje de Energía Vril), el cual le permitía controlar una energía de más allá de la vida, además de tener más fuerza, resistencia y blindaje. También aparece en otros cómics del mismo autor, como Lobster Johnson y el Prometeo de Hierro
- Fallout : En la serie de juegos postapocalipticos Fallout, la armadura con más relevancia y más potente son los distintos tipos de Servoarmadura (Power armor en inglés).
- En la popular saga de videojuegos Half-Life, Gordon Freeman utiliza un traje de protección llamado "Mark V", una armadura que le permite llevar consigo gran cantidad de armas, le brinda salud rápidamente al tomar MedPacks y protección contra daños físicos, le permite correr más rápido de lo normal y que le brinda herramientas como un zum óptico, una linterna auto recargable y que le protege de la radiación. También le protege de impactos de armas (como balas, proyectiles de plasma, misiles y granadas y ataques cuerpo a cuerpo) cuando dicha armadura es recargada con energía obtenida de las tomas de corriente utilizadas por los soldados de la Alianza. Gordon viste este traje de protección durante todo el juego.
- En el videojuego PlanetSide 2, existe el exotraje denominado MAX (Exo-Traje de Asalto Mecanizado), que es capaz de absorber mucho daño y posee una variedad de armas pesadas.